# 1. česká národní hokejová liga 1987/1988
1. česká národní hokejová liga (ČNHL) 1987/1988 byla 19. ročníkem jedné ze skupin československé druhé nejvyšší hokejové soutěže.

## Systém soutěže
Všech 12 týmů se nejprve utkalo dvoukolově každý s každým (celkem 22 kol), následně se týmy na sudých pozicích utkaly dvoukolově s týmy na lichých pozicích (12 kol). Všech 34 kol se počítalo do základní části. Nejlepších 8 týmů následně postoupilo do play off, které se hrálo na dva vítězné zápasy. Hrálo se i o konečné umístění (např. poražení čtvrtfinalisté hráli skupinu o 5. až 8. místo). Vítěz finále postoupil do kvalifikace o nejvyšší soutěž, ve které se utkal v sérii na tři vítězné zápasy s vítězem 1. SNHL.
Nejhorší 4 týmy po základní části se zúčastnily skupiny o udržení. V ní se utkal čtyřkolově každý s každým (12 kol), přičemž výsledky ze základní části se nezapočítávaly (týmy za umístění v základní části dostaly pouze bonifikační body). Poslední tým skupiny o udržení sestoupil do 2. ČNHL.

## Základní část
| Poř. | Tým                         | Z  | V  | R | P  | VG  | OG  | B  |
| ---- | --------------------------- | -- | -- | - | -- | --- | --- | -- |
| 1.   | TJ Vítkovice                | 34 | 29 | 2 | 3  | 192 | 94  | 60 |
| 2.   | TJ DS Olomouc               | 34 | 17 | 7 | 10 | 116 | 87  | 41 |
| 3.   | TJ Stadion Hradec Králové   | 34 | 16 | 6 | 12 | 124 | 117 | 38 |
| 4.   | ASD Dukla Jihlava B         | 34 | 16 | 5 | 13 | 124 | 117 | 37 |
| 5.   | TJ Slezan STS Opava         | 34 | 15 | 7 | 12 | 107 | 113 | 37 |
| 6.   | TJ Šumavan Vimperk          | 34 | 13 | 6 | 15 | 97  | 112 | 32 |
| 7.   | VTJ Písek                   | 34 | 11 | 9 | 14 | 115 | 118 | 31 |
| 8.   | TJ Slavia IPS Praha         | 34 | 12 | 7 | 15 | 112 | 118 | 31 |
| 9.   | TJ Lokomotiva Ingstav Brno  | 34 | 11 | 9 | 14 | 113 | 124 | 31 |
| 10.  | TJ TŽ VŘSR Třinec           | 34 | 11 | 5 | 18 | 101 | 120 | 27 |
| 11.  | TJ Autoškoda Mladá Boleslav | 34 | 10 | 4 | 20 | 116 | 146 | 24 |
| 12.  | TJ Slovan NV Ústí nad Labem | 34 | 7  | 5 | 22 | 97  | 145 | 19 |

## Play off

### Čtvrtfinále
- TJ Vítkovice – TJ Slavia IPS Praha 2:0 (6:2, 11:4)
- TJ DS Olomouc – VTJ Písek 2:0 (7:1, 3:1)
- TJ Stadion Hradec Králové – TJ Šumavan Vimperk 1:2 (9:1, 2:4, 4:5 PP)
- ASD Dukla Jihlava B – TJ Slezan STS Opava 2:0 (5:2, 2:1)

### Semifinále
- TJ Vítkovice – TJ Šumavan Vimperk 2:0 (6:3, 5:2)
- TJ DS Olomouc – ASD Dukla Jihlava B 2:0 (6:0, 2:1 PP)

### O 3. místo
- ASD Dukla Jihlava B – TJ Šumavan Vimperk 2:0 (9:2, 12:2)

### Finále
| 3. března 1988 | TJ Vítkovice | 5 : 2 (2:0, 2:2, 1:0) | TJ DS Olomouc | Zimní stadion Josefa Kotase, Ostrava Návštěvnost: 2 725 |  |

| Report                                                          |                                                                 |          |                            |                                        |
|                                                                 |                                                                 | Brankáři |                            | Rozhodčí: Havlůj Čároví: Český Kolísek |
| Petr Holubář Pavel Hulva Jan Velínský Lumír Kotala Pavel Prorok | Petr Holubář Pavel Hulva Jan Velínský Lumír Kotala Pavel Prorok |          | Jan Havel Svatopluk Vařeka | Rozhodčí: Havlůj Čároví: Český Kolísek |

| 6. března 1988 | TJ DS Olomouc | 2 : 4 (1:1, 0:1, 1:2) | TJ Vítkovice | Zimní stadion Olomouc, Olomouc Návštěvnost: 5 000 (Vyprodáno) |  |

| Report           |                  |          |                                              |                                        |
|                  |                  | Brankáři |                                              | Rozhodčí: Šrom Čároví: Barvíř Brandejs |
| Kamil Přecechtěl | Kamil Přecechtěl |          | Stanislav Mikulenka Jan Velínský Pavel Hulva | Rozhodčí: Šrom Čároví: Barvíř Brandejs |

TJ Vítkovice postoupily do kvalifikace o celostátní ligu, ve které porazily tým Plastika Nitra 3:0 na zápasy (2:1, 4:2, 6:3) a postoupily tak do nejvyšší soutěže.

## Skupina o 5. až 8. místo
| Poř. | Tým                       | Z | V | R | P | VG | OG | B |
| ---- | ------------------------- | - | - | - | - | -- | -- | - |
| 1.   | VTJ Písek                 | 6 | 4 | 1 | 1 | 33 | 22 | 9 |
| 2.   | TJ Slezan STS Opava       | 6 | 2 | 3 | 1 | 22 | 18 | 7 |
| 3.   | TJ Stadion Hradec Králové | 6 | 2 | 1 | 3 | 16 | 23 | 5 |
| 4.   | TJ Slavia IPS Praha       | 6 | 1 | 1 | 4 | 25 | 33 | 3 |

## Skupina o udržení
| Poř. | Tým                         | Z  | V | R | P | VG | OG | B  |
| ---- | --------------------------- | -- | - | - | - | -- | -- | -- |
| 1.   | TJ TŽ VŘSR Třinec           | 12 | 6 | 2 | 4 | 54 | 42 | 16 |
| 2.   | TJ Autoškoda Mladá Boleslav | 12 | 6 | 3 | 3 | 51 | 46 | 16 |
| 3.   | TJ Lokomotiva Ingstav Brno  | 12 | 4 | 2 | 6 | 39 | 38 | 13 |
| 4.   | TJ Slovan NV Ústí nad Labem | 12 | 4 | 1 | 7 | 43 | 61 | 9  |

Bodová bonifikace za umístěni v základní části: Ingstav Brno 3 body, Třinec 2, Mladá Boleslav 1, Ústí nad Labem 0.
TJ Slovan NV Ústí nad Labem sestoupil do 2. ČNHL. Z 2. ČNHL postoupil celek VTJ Litoměřice .